# Racketlon
Racketlon je čtyřboj ve sportech s raketou – stolním tenise, badmintonu, squashi a tenise. Racketlonský zápas se skládá ze čtyř setů, jeden v každém sportu. V každém z těchto setů hráči hrají do 21 bodů (stejně jako v badmintonu), ale celkový vítěz zápasu není ten, který vyhraje nejvíce setů, ale ten, který získá celkem nejvíce bodů.

Jednotlivé složky Racketlonu
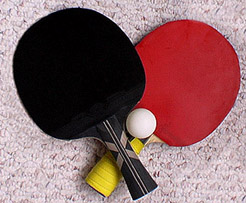
Stolní tenis
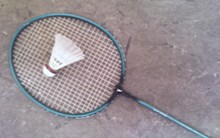
Badminton
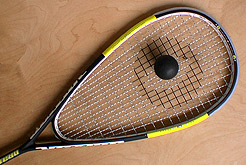
Squash
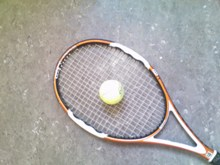
Tenis

## Historie racketlonu
Počátky racketlonu se objevily ve Finsku v polovině osmdesátých let, kde čtyři lidé zastupující každou ze čtyř sportovních federací utvořili hru, kterou pojmenovali mailapelit (raketové hry). První finské mistrovství se konalo v Helsinkách v roce 1986. Po této události se sport rychle rozrostl do velikosti, že bylo možné získat téměř 400 lidí, kteří se zúčastnili některých dalších turnajů. Od té doby bylo jasné, že mailapelit je sport, který bude mít úspěch a to nejen v okolí. Finské šampionáty jsou organizovány každoročně, i když místo bylo přesunuto z Helsinek do Lahti.
Ve Švédsku se racketlon objevuje na konci 80. let. To bylo právě tehdy, když mnohonásobný národní mistr Švédska, Peter Landberg, zorganizoval první soutěž. Následující rok se konal (1990) první švédský šampionát a od začátku se stal předmětem značného zájmu, neboť se jej zúčastnilo ne méně než 218 lidí. Od té doby Peter Landberg pořádal mistrovství každý rok. Racketlon se díky tomu stal poměrně dobře zavedeným sportem a už nebyl tak neznámý.
Během těchto prvních let prošel švédský racketlon zajímavým vývojem. Na začátku název „racketlon“ ještě nebyl používán. Místo toho byl použit název „Raketové mistrovství“ (švédsky: racketmästerskap). Také pravidla se odlišovala od těch dnešních. Původně bylo cílem zachovat charakteristická pravidla pro počítání v každém ze sportů. To znamená, že tenis se hrál do 6 her, set v badmintonu do 15 bodů a tak dále. Tento způsob počítání však vyžadoval poměrně složitou matematiku. To vedlo k tomu, že po těsném utkání často nebylo jasné, který hráč skutečně vyhrál. Pak, v roce 1994, byla zavedena současná pravidla pro počítání. Bylo zjištěno, že podobná hra, mailapelit, byla hrána ve Finsku. Finská hra obsahovala stejné sporty, ale počítání bylo jiné a mnohem jednodušší: každý set se hraje do 21 bodů, kdo dosáhne nejvyššího počtu bodů je vítěz. Tato pravidla byla brzy zavedena a švédské mistrovství v racketlonu v roce 1994 už užívalo finské počítání.
Dnes racketlon i nadále expanduje, stává se známým sportem a jsou v něm pořádány turnaje v různých částech světa.

## Pravidla

### Zásady
Aby sport se považoval za Racketlon, musí být splněny tři zásady:
1. Hra musí obsahovat následující čtyři sporty: stolní tenis, badminton, squash a tenis. Musí se hrát ve stejném pořadí.
2. Hráči si hrají navzájem ve všech čtyřech sportech s identickým formátem setů v každém ze sportů.
3. Každý bod se musí počítat. Hráč (dvojice), který získal nejvíce bodů celkem je vítězem.

### Pravidla pro dvouhru

#### Bodování
a) Set se hraje do 21 bodů. Rozpětí dvou bodů
Každá hra se vyúst'uje v bod přecházející k vítězovi tyto hry. Vítěz každého setu je hráč, který první dosáhne 21 bodů, s výjimkou stavu 20–20, když je set prodloužen až do rozpětí dvou bodů. Konec setu tedy bude při stavu např. 22–20 nebo 25–23, ale nikdy 21–20.
b) Celkový počet bodů
Vítěz zápasu Racketlon není ten, který vyhraje největší počet setů, ale nejvíce bodů celkem. To znamená, že je možné ztratit tři ze čtyř setů a ještě vyhrát zápas.
c) Tiebreak
Pokud po 4 setech oba hráči mají přesně stejný počet bodů, Gummiarm tiebreak platí:
1. Jeden jediný bod se hraje v tenise, známý jako Gummiarm tiebreak. Vítěz tohoto jediného bodu je také vítězem celého zápasu.
2. Servis a strana kortu jsou rozhodnuty losováním. Vítěz losování rozhodne kdo bude servovat, nebo z jaké strany bude hrát. Poražený dostane zbývající volbu. Servující se také rozhodne, ze které strany (vlevo nebo vpravo) bude prováděn servis.
3. Jenom 1 servis může použít podávající.

#### Podávání a strany kortu
a) Los
Původní pořadí podávání, přijímání a strany v každém ze čtyř setů se rozhoduje v jediném losu před zápasem, v souladu s tímto postupem:
1. Vítěz losu rozhodne, zda začít podávat nebo přijímat ve stolním tenisu. Hráč, který začne podávat ve stolním tenisu, začne přijímat v badmintonu, začne znovu podávat ve squashi a začne přijímat v tenisu.
2. V každém setu (s výjimkou squash) hráč, který začne přijímat se rozhodne, z jaké strany začít set.

b) Dvakrát podává každý
Po každých 2 bodech servis jde do jiného hráče. První z těchto dvou se servuje vždy z pravé strany (s výjimkou stolní tenis). Druhý se podává z levé strany.
c) Přechod na 11
Hráči mění strany v okamžiku, kdy někdo jako první dosáhl 11 bodů.
d) Jeden servis každý po stavu 20–20
Po 20–20 servis přechází po každém bodu až set je ukončen. První dva servisy jsou zprava, další dva jsou zleva a tak dále.
e) Dva servisy v tenise
V tenisovém setu podávající má dvě možnosti – první a druhý servis (stejně jako v normální tenis). To není však platné v Gummiarm tiebreak.

#### Časové intervaly
a) Jedna minuta.
Přestávka maximálně jedné minuty je povolena při změně stran (je dosaženo 11 bodů) v každém setu.
b) 3+3 minuty.
Přestávku mezi sety lze maximalizovat na „3+3“ minuty, což znamená: (a) Zahřátí na příští sport se uskuteční do 3 minut po skončení předchozího setu. (b) Další set má začít do 6 minut po skončení předchozího setu.

#### Chování na kortě
Sankce
Pro každý úkon nesprávného chování (posuzuje rozhodčí), jako jsou nadávky, ohrožující chování, zneužívání rakety, zpoždění nebo nebezpečné hry atd., hráč musí být potrestán takto (na základě 1 zápasu):
1. První incident – varování.
2. Druhý incident – hráč ztrácí bod.
3. Třetí incident – hráč prohrává set.
4. Čtvrtý incident – hráč ztrácí zápas a je vyloučen z turnaje.

#### Zranění
a) 5 minut jednou
Každý hráč má právo na pětiminutovou přestávku z důvodu zranění a to jednou za zápas.
b) Zastavit krvácení
V případě krvácení stejné pravidlo jako výše uvedené platí, avšak pokud obvazový materiál nebo náplasti jsou snadno dostupné.
c) Srážky
Pokud některé zranění je výsledkem střetu s protivníkem může rozhodčí povolit hráči tolik času jako on potřebuje, a je-li to nezbytné, potrestat 2. hráče.

### Pravidla pro čtyřhru
Pravidla pro každý sport a výše uvedená pravidla upravují většinu aspektů čtyřhry. Ale některé doplňky jsou nezbytné.

#### Hráči na kurtě
Oba hráči z každé dvojice musí být na kortě. Výjimkou je squash, který se hraje jako dvouhra.

#### Servování a strany kortu
a) Definice
Níže uvedené příklady se vztahují k zápasu mezi párem A (obsahující hráči A1 a A2) a párem B (obsahující hráče B1 a B2), kde číslice 1 označuje hráče podávající a přijímající jako první (v setu) patřičně.
b) Los
Stejně jako ve dvouhře los udělaný před zápasem rozhodne, který tým začne podávat v každém setu a který tým si vybere stranu na které bude hrát. Specifické pro čtyřhru je to,že tým, který podává (v každém setu) rozhodne, který z těchto dvou hráčů začne podávat. Stejně tak přijímající strana rozhodne, který z dvou hráčů začne přijímat. Přijímající strana může provádět své volby poté,když vědí, kdo bude podávat. (Toto pravidlo (b) pokud jde o podávání, přijímání a stranu kortu platí pro všechny sety, kromě squash, viz níže.)
c) Dvakrát podává každý
Jako ve dvouhře každá hra obsahuje 2 servisy, což znamená, že každý podávající dostane servis dvakrát předtím, než se právo podávat přesune na příštího podávajícího. S výjimkou prodloužení po 20–20, kde podávání přechází po každém bodu.
d) Pravá a pak levá
Stejně jako ve dvouhře první servis v každé hře je vždy z pravé strany a druhý z levé strany. S výjimkou stolního tenisu, kde servisy jsou vždy z pravé strany jako ve standardní ping-pongovské čtyřhře.

#### Další specifika
1. Pořadí hráčů na podání v badmintonu a tenise se řídí následovně: pár AB proti páru CD, podání se střídá v pořadí A, C, B a D a poté zase A…… atd. Výjimkou je podání u stolního tenisu, kdy začíná A – C – B – D, po výměně stran při dosažení stavu 11 se pořadí podání mění na A – D – B – C atd. Pravidla pro squash se řídí podle bodu 4.
2. Počítání v setu končí následovně: každý hráč z obou párů má dvě podání, které se dokola střídá, vítězí dvojice, která první dosáhne 21 bodů. Pokud je skóre 20 : 20, mění se podání po jednom a vítězí ta dvojice, která první dosáhne dvoubodového rozdílu.
3. Pokud po čtyřech odehraných disciplínách mají dvojice stejné skóre, je set v tenise prodloužen jediným míčkem (Gummiarm tiebreak), přičemž na podání je pouze jeden pokus. Vítěz tohoto míčku je vítězem celého utkání. Volbu podání nebo příjmu tohoto rozhodujícího míčku určí los.
4. Squash se hraje singlovým způsobem do 21 bodů, ale ve dvou částech. Po dosažení začínající dvojice stavu 11 dohrává set do konečného stavu druhá dvojice.
5. Set začínají silnější hráči, resp. hráči s vyšším postavením v žebříčku.
6. Pokud jeden z dvojice není zařazen v žebříčku, bude automaticky hrát s hráčem číslo 2, tj. hráčem slabším až druhý v pořadí.
7. V případě, že ani jeden z hráčů nemá zařazení v žebříčku, pak si dvojice sama určí hráče horšího a lepšího a toto určení pak platí pro celý turnaj.
8. V mixu set zahajují ženy, za stavu 11 je střídají muži.